# Église de Luther (Lahti)
Pour les articles homonymes, voir Église de Luther.
L'église de Luther (en finnois : Lutherin kirkko) est une église située à  Lahti en Finlande,.
Construite en 1937 c'est la plus ancienne église de Lahti.

## Histoire
Une salle de prière construite en 1917 existait à l'emplacement de l'église.
En 1936, il est décidé de construire une nouvelle salle de prière dont la première pierre est posée au printemps 1936. 
La salle est inaugurée le 5 février 1937. 
En 1956, l'église acquiert une orgue de Tauno Äikää. 